# Petr Eben
Petr Eben   (Žamberk, 22 de gener de 1929 - Praga, 24 d'octubre de 2007) fou un compositor txec de música clàssica moderna i contemporània, i un organista i director d'orquestra.

## Biografia
Nascut a Žamberk al nord-est de Bohèmia, Eben va passar la major part de la seva infància i la seva primera adolescència a Český Krumlov, al sud de Bohèmia.
 Allà va estudiar piano, més tard violoncel i orgue. Els anys de la Segona Guerra Mundial van ser especialment difícils per al jove. Tot i que Eben va ser criat com a catòlic, el seu pare era jueu i, per tant, va caure amb l'ocupació nacionalsocialista de la seva terra natal. El 1943, amb 14 anys, Eben va ser capturat i empresonat pels nazis a Buchenwald, quedant allà durant tota la guerra.
Després de ser alliberat, va ser admès a l'Acadèmia de Praga de música, i allí va estudiar piano amb František Rauch i composició amb Pavel Bořkovec. Es va graduar el 1954. A partir del 1955, Eben va ensenyar durant molts anys al departament d'història de la música a la Universitat Charles de Praga. Entre 1977 i 1978 va ser professor de composició al "Royal Northern College of Music", de Manchester. El 1990 es va convertir en professor de composició a l' Acadèmia de les Arts de Praga i President del Festival de Primavera de Praga.
Eben es va negar a unir-se al partit comunista txec i va continuar assistint obertament a l'església, perdent així molts avenços en carrera abans de 1989. Després que el govern comunista s'esfondrés, no obstant això, se li van concedir diversos nomenaments i guardons importants, entre ells la presidència del Festival de Primavera de Praga (1989) i la Medalla al Mèrit (2002). Entre els treballs tardans més importants d'Eben hi ha el seu oratori "Posvátná znamení" de 1992-1993 (Símbols sagrats). Tot i la disminució de la salut per un ictus durant els seus darrers anys, Eben va romandre ocupat, component sobretot obres d'orgue i coral. Va morir a Praga el 24 d'octubre de 2007.
Les composicions d'Eben sovint es representen tant a Europa com a l'estranger, especialment als Estats Units, Canadà, Japó i Austràlia. El 1991, Eben va rebre el títol de Cavaller del Ministeri francès de Cultura, Arts i Lletres. Dos anys abans va esdevenir president honorari de la Societat per a la Música Sacra. Una competència de l'òrgan internacional que porta el seu nom s'ha organitzat des de 2004 a Opava.
En el seu honor, se celebra el concurs internacional d'orgues "Petr Eben"", a Opava, República Txeca.
El seu fill David Eben és el fundador i director de la "Schola Gregoriana Pragensis", una coral de veu masculina a cappella.

## Treballs
Durant més de mig segle, Eben va produir molta música en diversos gèneres. Entre els seus primers treballs destacats es va trobar el primer concert per a orgue de 1954 (el segon va arribar el 1984) i el concert per a piano i orquestra (1960-1961). Va escriure nombroses obres vocals, corals, simfòniques, de piano i de cambra, però va ser la música d'orgue que va mantenir el seu amor més gran i la qual va ser més prolífica.
Entre els projectes més grans d'Eben hi havia l'oratori Apologia Socratus, el ballet Curse and Benediction (Kletby a dobrořečení), escrit per al Festival d'Holanda 1983, les obres orquestrals Hours of the Night (Hodiny Noční) i Praga Nocturne (Pražské nokturno), per a la Filharmònica de Viena, el Concert per a l'orgue núm. 2 per a la dedicació del nou orgue per a Radio Viena, la missa Missa cum populo per al Festival d'Avinyó, l'oratori Holy Symbols (Posvátná znamení) per a la catedral de Salzburg i l'òpera Jeremiah (destinada a espectacles d'església, no teatral). També va escriure cançons infantils com Sníh, una cançó sobre la neu que va guanyar un premi a la millor cançó del cor infantil a Illinois.
Eben es va considerar un mestre en la improvisació per a orgue i piano, però la composició va seguir sent el seu principal àmbit d'interès. Tanmateix, moltes de les seves composicions d'orgue es van basar en particular en les seves improvisacions públiques. Aquestes improvisacions van ser l'origen de les dues fantasies corals, paisatges de Patmos i Job. Eben va improvisar i desenvolupar un cicle de moviments d'orgue durant els anys 1991 fins al 2003 basat en fragments del famós llibre de Jan Amós Comenius, Labyrinth of the World and the Paradise of the Heart (Laberint del món i el paradís del cor), que es va convertir en una obra publicada en resposta a una recepció positiva.
La seva música ha estat àmpliament interpretada i gravada des de l'any 1980, encara que la seva popularitat encara sembla a l'alça. Estilísticament, el seu llenguatge musical es pot considerar com "neo-expressionista" de moltes maneres, però en algunes obres podem escoltar algun tipus de noves formes de tendències impressionistes. Sovint es compara amb Olivier Messiaen (la comparació és vàlida fins a cert punt, ja que ambdós homes van escriure gran quantitat de música per a orgue i sovint tenen exemples de la seva sortida d'orgue inclosos en els mateixos recitals), però en general el seu estil és menor, constantment experimental i més voluptuós que el de Messiaen.